# 卢洪
卢洪（1926年—2024年9月21日），男，山东莒县人，中华人民共和国政治人物，曾任山东省人民政府副省长，山东省人大常委会副主任，第八届全国人大代表。